# سعود السوادي
سعود عبد الله السوادي مواليد 10 أبريل 1988 لاعب كرة قدم يمني يجيد اللعب كحارس مرمى في نادي الصقر ومنتخب اليمن.
لعب سابقاً في وحدة عدن ونادي التلال ونادي اليرموك .

## روابط خارجية
- سعود السوادي على موقع قاعدة بيانات كرة القدم.إي يو (الإنجليزية)
- سعود السوادي على موقع ناشيونال فوتبول تيمز (الإنجليزية)
- سعود السوادي على موقع Soccerway.com (الإنجليزية)
- سعود السوادي على موقع كووورة